# Superschwergewicht
Das Superschwergewicht ist eine Gewichtsklasse in den Sportarten Ringen, Boxen, Kickboxen, Mixed Martial Arts, Gewichtheben und Kraftdreikampf.

## Boxen
Im Boxen gibt es das Superschwergewicht ausschließlich bei den Amateuren. Es ist die höchste Gewichtsklasse und wurde im Jahre 1984 bei den Olympischen Sommerspielen in Los Angeles eingeführt. Ein Boxer muss mehr als 92 Kilogramm auf die Waage bringen, um in dieser Gewichtsklasse antreten zu dürfen.

### Bisherige Olympiasieger
1. Tyrell Biggs; 1984
2. Lennox Lewis; 1988
3. Roberto Balado; 1992
4. Wladimir Klitschko; 1996
5. Audley Harrison; 2000
6. Alexander Powetkin; 2004
7. Roberto Cammarelle; 2008
8. Anthony Joshua; 2012
9. Tony Yoka; 2016
10. Bahodir Jalolov; 2020
11. Bahodir Jalolov; 2024